# Сатин, Иосиф Емельянович
Иосиф Емельянович Сатин — русский военный деятель, генерал-майор, участник многих сражений во времена правления Анны Иоановны, Елизаветы Петровны и Екатерины II Алексеевны.
Сын прапорщика, помещика Ряжского уезда Емельяна Степановича Сатина. Имел братьев: Николая, Ивана и Емельяна Емельяновичей.

## Биография
Родился (1720). Служил в конной гвардии, в драгунских, конных гренадерских и карабинерных полках, в гусарском Острожском полку. Участвовал в сражениях: под Очаковым (1737), Стаучаном и при занятии Хотина (1739), под Гросс-Эгерсдорфом (1757). За отличия в сражении с пруссаками пожалован секунд-майором (1758). Участвовал в сражении при Франкфурте (1759). Состоял при австрийской армии в войне с Турцией (1761), при прусской армии (1762). Произведён в гусарские полковники (1765). Пожаловано ему 300 червонцев и в Острожске загородный хутор в вечное и потомственное владение (1767). В сражении с турками и татарами при реке Ларга, ранен двумя пулями в правую руку и награждён Святым Георгием IV степени и 1000 рублей (07 июля 1770). Произведён в генерал-майоры (18 июня 1778) и получил деревню в Полоцкой провинции с 300 крепостными. Поручено формирование Украинского полка (09 сентября 1775). От Екатерины II получил три собственноручных письма. Женат не был.